# J♯
J#（读音：J Sharp）是微软的.NET框架下的一门语言，前身是Visual J++，语法与Java相似。J#于2002年推出，2007年停用，2017年终止支持。J#包含在Visual Studio 2005中。

## 评价

### 正面
据台湾李维的《宝蓝传奇》中叙述，J#的编译器是同类中的佼佼者。

### 负面
微软在J#里添加了很多不通用的特性，很多人认为这是为了破坏Java语言跨平台性的举动。